# Hervé Cultru
Hervé Cultru est un historien français né le 8 octobre 1961, spécialiste des bandes dessinées des éditions Vaillant.

## Biographie
Professeur agrégé d’histoire, Hervé Cultru est chargé de cours à l’Université de Valenciennes et enseigne au collège de Marly à Ribécourt dans l’Oise. 
Son sujet de recherche est la coopération franco-américaine aux XIXe et XXe siècles et la vie quotidienne des Amiénois de la Belle Époque. Il est passionné par la « culture populaire », notamment toute la presse illustrée. 
En 2006, il publie, avec Alda Mariano, l'ouvrage Vaillant, 1942-1969, la véritable histoire d’un journal mythique, première étude historique sur le journal Vaillant qui s'appellera bientôt Vaillant, le journal de Pif et qui deviendra ensuite Pif Gadget en 1969. L'ouvrage se penche sur le périodique avec pour modèle le travail de Pascal Ory sur Le Téméraire ayant donné naissance au Petit Nazi illustré, ouvrage de référence dans l'histoire de la presse de bande dessinée.
Hervé Cultru collabore ensuite régulièrement à Période rouge, webzine devenu revue papier, consacré aux éditions Vaillant, et plus particulièrement au Pif Gadget de la première période.

## Publications
- Amiens Belle Époque, Amiens et Martelle, Encrage, 1994  (ISBN 2906389560).
- Vaillant, le journal le plus captivant : 1942-1969, la véritable histoire d'un journal mythique  (préf. Richard Medioni), Paris, Vaillant Collector, 2006, 285 p. (ISBN 2-9519925-1-3).